# Сибайгоу (городище)
44°14′26″ с. ш. 135°11′57″ в. д.
Сибайгоу — однослойное горное городище, которое находится в 2 км юго-западнее села Устиновки Кавалеровского района Приморского края РФ. Располагается на оконечности хребта в устье рек Зеркальной и Устиновки. Археологический объект чжурчжэньской культуры средневекового государства Восточное Ся (1215—1234). Название городищу дано по географическому признаку — речке Сибайгоу (с 1972 Устиновка).

## Описание
Археологические изыскания, проведённые в 1973—1975 и 1996—2005 годах, выявили в бассейнах рек Северо-Восточного и Восточного Приморья порядка 60 укреплённых объектов: городищ, крепостей, естественных укреплений, валов. Многие из них связаны с появлением здесь тунгусо-маньчжурских государств: Бохай (698—926), Цзинь (1115—1234) и Восточное Ся (1215—1234). Но первые оборонительные сооружения были построены ещё в эпоху раннего металла — I тысячелетие до н. э. В бассейне реки Зеркальной обнаружено двенадцать различных фортификационных сооружений, среди которых городище Сибайгоу является наиболее наглядным укреплением. В 2000 году оно было разведочно обследовано археологом В. А. Татарниковым.
В 2002—2005 годах на территории городища проводились археологические раскопки под руководством археолога доктора исторических наук О. В. Дьяковой. Внутренняя и внешняя планиграфия поселения характерна для чжурчжэньских горных городищ государства Восточное Ся. Оборонительные сооружения располагались по вершинам отрогов, жилые и хозяйственные постройки — в водоносном распадке, по искусственно террасированным склонам сопки. Из распадка вытекал родник, снабжая крепость водой. Террасы вырубались в сопке, затем из обожжённого суглинка делался фундамент и площадки насыпались многослойно вязким и сыпучим грунтом. Территория окружена защитным валом, общая длина которого составляла 1686 м. Вдоль западного вала вблизи хребта располагался внутренний город, внутри которого находились здания дворцового типа, ориентированные углами по сторонам света. Здесь могло находиться присутственное место — ямынь. В северной части города недалеко от вала находился редут размером 19 на 20 м, предназначенный для военной ставки и окружённый собственным насыпным валом. Фортификационные сооружения представлены также десятью башнями, камнемётными площадками со складами каменных ядер, сторожевыми помещениями. Архитектурно-строительные признаки постройки крепости, а также керамика, представленная сосудами вазовидной формы, железные изделия, монеты позволили отнести Сибайгоу к чжурчжэньской культуре периода государства Восточное Ся. Характер строительства фортификационных и жилых сооружений говорят о том, что строительством руководили китайские мастера. Город был построен в короткий срок, о чём свидетельствует отсутствие перестройки и просуществовал не более 20—25 лет.